# لکه‌برنزه‌ای‌ها
لکه‌برنزه‌ای‌ها (نام علمی: Chalcostigma) نام یک سرده از زیرخانواده مگس‌مرغیان است.

## گونه‌ها
- نوک‌خاری تیراژه‌ریش (Chalcostigma herrani)
- نوک‌خاری دم‌برنزه (Chalcostigma heteropogon)
- نوک‌خاری زیتونی (Chalcostigma olivaceum)
- نوک‌خاری کلاه‌حنایی (Chalcostigma ruficeps)
- نوک‌خاری آبی‌پوش (Chalcostigma stanleyi)